# Lübnitz (Bad Belzig)
Lübnitz ist ein Ortsteil der Stadt Bad Belzig im Landkreis Potsdam-Mittelmark in Brandenburg.

## Geografische Lage
Das Dorf liegt rund 4,1 km nordnordwestlich des Stadtzentrums und dort unmittelbar an der Landstraße 95. Im Westen grenzt die Gemeinde Wiesenburg/Mark an. Nördlich liegt der Bad Belziger Wohnplatz Weitzgrund, südlich der Ortsteil Hagelberg. Zwischen Bad Belzig und Lübnitz befindet sich der weitere Wohnplatz Röderhof. Lübnitz ist von zahlreichen Erhebungen umgeben: Im Norden der 149,9 m ü. NHN Meter hohe Dorotheenberg, im Nordosten der 148,4 m ü. NHN Meter hohe Weinberg, gefolgt vom westlich gelegenen 152,2 m ü. NHN Meter hohen Hasenberg und dem südlich gelegenen,
178,1 m ü. NHN Meter hohen Spitzberg. Die umliegenden Flächen werden vorzugsweise forst- und landwirtschaftlich genutzt. Im Südosten befindet sich auf einer 150,5 m ü. NHN Meter hohen Anhöhe der Grasteich; südsüdöstlich hiervon der 157,9 m ü. NHN Meter hohe Schulzenberg. Im Norden liegen die wüste Feldmark Boßdorf sowie Herzberg.

## Geschichte

### 13. bis 16. Jahrhundert
Das Kirchdorf erschien erstmals im Jahr 1314 durch einen Priester hinrico, plebano in lubenitz; zu dieser Zeit gab es bereits eine Dorfkirche aus dem 13. Jahrhundert. Eine erste Erwähnung des Straßenangerdorfs czu Lubenicz existiert aus dem Jahr 1379. Kurz darauf leistete der Richter einen Schock Abgaben, ein Lehenmann 10 Groschen (gr) (1388). In den Jahren 1419/1420 gab es einen Kracht mit einem Hof und einer Hufe. Durch die Hussitenkriege lag das Dorf in den Jahren 1426 bis 1427 wüst (Lubenitz deszerta). Der Familie Schulte aus Belzig gehörten vor 1419/1420 bis nach 1455 die Hebungen bzw. die wüste Dorfstätte (1455). Diese war bis 1467 zum Teil im Besitz des Kurfürsten, zum Teil im Besitz der kurfürstlichen Erbarmannen. Von dort kam Ein wüste Marck gnant die lewbenitz im Jahr 1467 zur Familie von Ziegesar, die es bis 1601 hielten; vermutlich bezogen auf den Gutsteil Oberer Hof. Inhaber war jener Zeit der sächsische Landjägermeister Hans von Ziegesar. Die von Lochow, hier zunächst auf den „Unteren Anteil“, gekauft 1601, hielten die wüste Feldmark (1467) bzw. das Dorf, 14 Morgen (Mg) Wiese vor Lütterbruch und 7 Mg Wiese vor Dippmannsdorf (1528) bzw. Dorf, Rittersitz, die wüste Feldmark Herzberg sowie 1⁄2 wüste Feldmark Boßdorf (1681). Hans Jürgen von Lochow-Nennhausen (1572–1620) errichtete in dieser Zeit ein Rittergut. Eine Statistik von 1496 wies fünf Türkensteuerpflichtige aus, darunter den Schulzen. Im Jahr 1555 waren es zwölf Wirte; 1575 zwei Erbherren, fünf Hufner und drei Gärtner. Zu dieser Zeit erhielt der Pfarrer in vier Dörfern insgesamt 2 1⁄2 Dreißig Roggen, 1 1⁄2 Dreißig Hafer, 12 Mandeln Heidekorn und acht Bund Flachs als Zehnt. Von zwei Hufen gewann er 1 1⁄2 Dreißig und 2 Mandeln Roggen, 18 Mandeln Gerste, 12 Mandeln Hafer und 12 Mandeln Heidekorn. Zusätzlich konnte er auf zwei Stücke Acker zurückgreifen, die der Kirche gehörten. Der Küster erhielt 27 Scheffel Korn und ein Brot aus jedem Haus.

### 17. und 18. Jahrhundert
Zu Beginn des 17. Jahrhunderts entstand durch eine Erbteilung ein zweites Rittergut, das Hans George von Lochow (um 1614–1671) gehörte. Beide Rittergüter und das Dorf wurden im Dreißigjährigen Krieg im Jahr 1640 zerstört. Die Untertanengüter erschienen 1661 als „teils abgebrannt, teils eingefallen“ in den Akten. Für 1676 sind lediglich noch sechs Einwohner verzeichnet. Eine Statistik aus 1682 führte sechs Zweihufnerhöfe auf (darunter den Schulzen), von denen vier wüst lagen. Von den acht Gärtnerhöfen lagen zwei wüst; das Rittergut konnte auf eine 7 Mg große Amtswiese zurückgreifen.
Im Jahr 1712 gab es im Dorf sechs Zweihufner, von denen jeder ein Haus, Hof und Garten besaß. Acht Einwohner besaßen je ein Haus und Hof sowie ein Word (einer zusätzlich einen Garten). Es gab 8 Mg Wiese; das Rittergut konnte 21 1⁄12 und 5 1⁄6 Mg Wiese vom Amt übernehmen. Die Einwohner – fünf Hufner und neun Kossäten – brachten auf 12 Hufen insgesamt 78 Dresdner Scheffel Aussaat aus (1718). Kurz darauf erschien im Jahr 1719 die Schreibweise Lübnitz. Im Jahr 1758 lebten im Dorf der Schulze, fünf Hufner und acht Kossäten. Gutsherr war Anfang des 18. Jahrhunderts August Haubold von Lochow.

### 19. Jahrhundert
Eine Statistik aus dem Jahr 1806 verzeichnete sechs Zweihufner (darunter den Schulzen), elf Häusler und zwölf Hufen. Im Jahr 1815 lebten in Lübnitz fünf Hufner, sechs Kossäten (darunter ein Müller), ein Prediger, ein Förster und ein Auszügler. Lübnitz bestand im Jahr 1837 aus dem Dorf und einem Rittergut sowie insgesamt 38 Wohnhäuser. Im Jahr 1858 war das Dorf 898 Mg groß: 40 Mg Gehöfte, 696 Mg Acker und 162 Mg Weide. Dorf standen sechs öffentliche, 21 Wohn- und 56 Wirtschaftsgebäude (darunter eine Getreidemühle). Das Rittergut war 2262 Mg groß: 16 Mg Gehöfte, 6 Mg Gartenland, 1180 Mg Acker und 1060 Mg Wald. Dort gab es zwölf Wohn- und neun Wirtschaftsgebäude, darunter eine Guts-Ziegelei. Lübnitz bestand im Jahr 1891 aus dem Dorf und Gemeindebezirk mit Mühle und Ziegelei sowie dem Rittergut mit Gutsbezirk. Im Übergang zum 20. Jahrhundert war Karl Heinrich Ferdinand von Lochow (1823–1882) Lübnitzer Grundherr, auf Lübnitz I und II, verheiratet mit Elise von Blücher. Ein Verwandter der Lübnitzer Lochows kam als Pflanzenzüchter in Petkus zu Weltruhm: Ferdinand III. von Lochow, sein Vater war in Lübnitz geboren.

### 20. Jahrhundert
Als Gutsbesitzer folgte Kunz sen. von Lochow (1864–1922). Er war einst Zögling, auf der Ritterakademie am Dom zu Brandenburg; danach aktiver Offizier, an ihn erinnert bis heute in der Nähe des Gutsparks ein schlichter Feldstein. Die Gutsgeschäfte übernahm als Gutsherrin seine Witwe Editha von Lochow-Lübnitz geborene von Brösigke-Cammer (1876–1955). Als Erben waren die Kinder, jeweils als Mitinhaber bestimmt, der Landwirt Kunz (1906–1988), Sibylle (1907–2008), der Hauptmann Arend (1909–1941) und Ilse-Renate von Lochow-Lübnitz (1912–1997).
Zur genannten Jahrhundertwende war das Dorf 226 ha bei 26 Häusern groß. Das Rittergut umfasste zehn Häuser auf 639 ha. Im Jahr 1928 wurden landesweit die Gutsbezirke mit den Gemeinden vereinigt, an den privaten, kirchlichen oder öffentlich-rechtlichen Besitzungen änderte sich nichts, nur die Gutsbezirke waren jurisch gesehen keine eigenständigen Ortschaften mehr. Der Hauptteil des Gutes Lübnitz wurde mit der Gemeinde Lübnitz vereinigt; die Parzellen in der Seedoche mit Stadtgemeinde Belzig. Die Rittergüter I und II und die Landschaftswiesen Vor-Belzig beinhalteten 1929 etwa 783 ha und wurde von Verwalter Kramer betreut. Lübnitz umfasste im Jahr 1931 insgesamt 865 ha bei 45 Wohnhäusern mit 48 Haushaltungen. Im Jahr 1939 gab es im Dorf einen land- und forstwirtschaftlichen Betrieb, der größer als 100 ha war. Vier weitere Betriebe waren zwischen 20 und 100 ha groß, elf Betriebe zwischen 10 und 20 ha, zwei Betriebe zwischen 5 und 10 ha sowie fünf Betriebe zwischen 0,5 und 5 ha.
Nach dem Zweiten Weltkrieg wurden die von Lochows enteignet. Editha von Lochow lebte zuletzt in Belzig. Ihr Sohn Kunz von Lochow war einer der wenigen brandenburgischen Gutsbesitzer, die mit Genehmigung in der Heimat bleiben konnten, er war zeitweise als Förster für das Landesforstamt tätig. Später lebten die Nachfahren der Lochows u. a. in der Pfalz, in Hessen und in Schweden.
Von den ehemaligen Guts-Flächen wurden 644,63 ha eingezogen. Diese wurde in ein VEG umgewandelt: 241,24 ha Acker, 17,24 ha Wiese, 375,75 ha Wald, 9 ha Ödland und 1,4 ha Gewässer. Von der Gemeinde Klein Glien erhielt das Dorf Lübnitz 10,55 ha Zulage, von denen 2,66 ha an einen Landarbeiter, 3,54 ha an einen Bauern und 4,2 ha an drei nichtlandwirtschaftliche Arbeiter und Angestellte gingen. Im Jahr 1960 gründete sich eine LPG Typ III mit 30 Mitgliedern und 155 ha landwirtschaftlicher Nutzfläche. Außerdem gab es eine LPG Typ I mit zwölf Mitgliedern und 84 ha Fläche, die nach 1964 mit der LPG Typ III zusammengeschlossen wurde. Im Jahr 1973 bestand im Ort eine LPG sowie das VEG Schmerwitz Betriebsteil Lübnitz.

### Einwohnerentwicklung
| Jahr      | 1817 | 1837 | 1858 | 1871 | 1885 | 1895 | 1905 | 1925 | 1939 | 1946 | 1964 | 1971 |
| --------- | ---- | ---- | ---- | ---- | ---- | ---- | ---- | ---- | ---- | ---- | ---- | ---- |
| Einwohner | 219  | 237  |      |      |      |      |      | 217  | 199  | 246  | 235  | 250  |
| Dorf      |      |      | 144  | 209  | 132  | 114  | 124  |      |      |      |      |      |
| Gut       |      |      | 111  | 34   | 80   | 80   | 84   |      |      |      |      |      |

## Kultur und Sehenswürdigkeiten

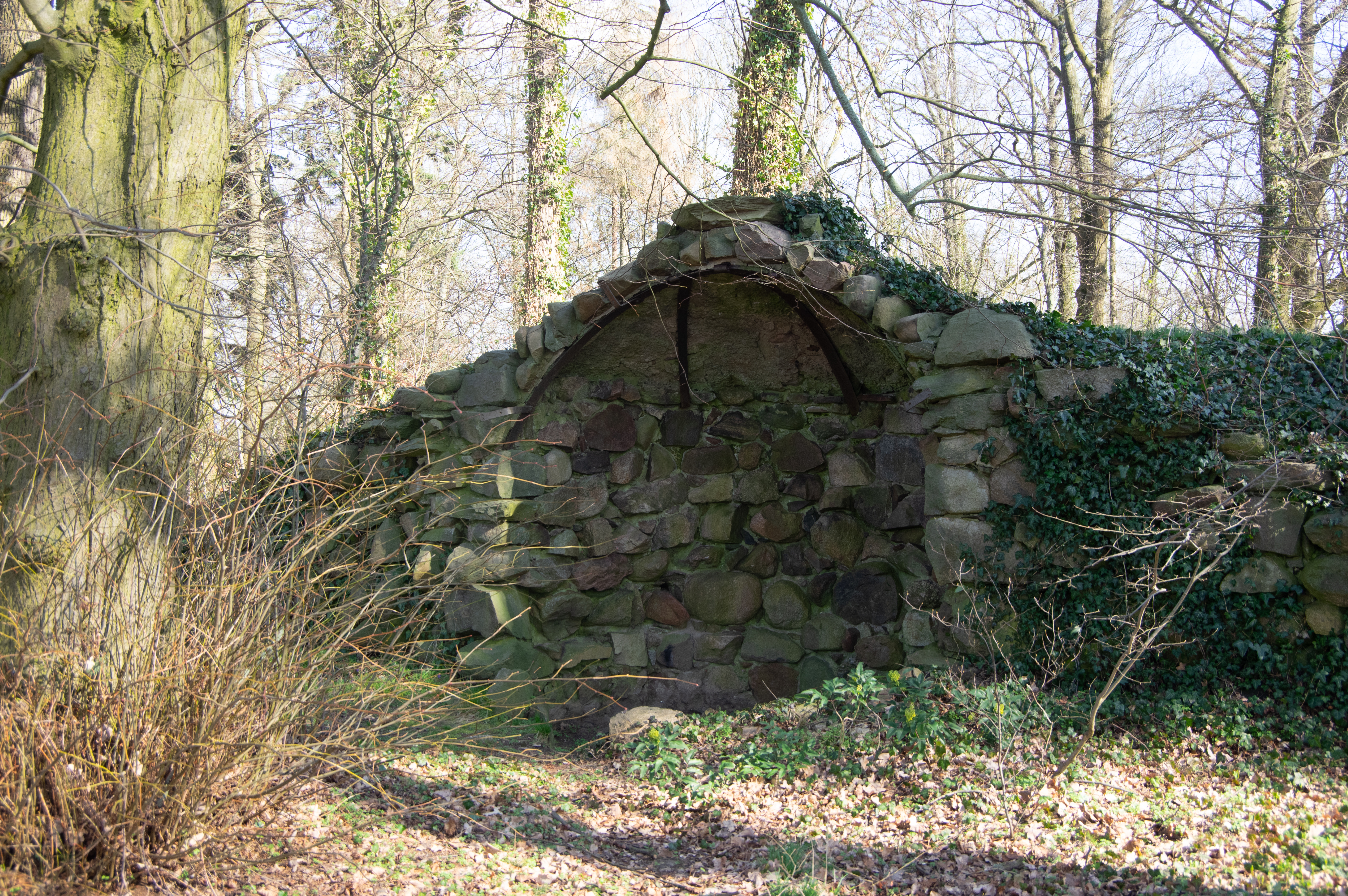
Gutspark Lübnitz

- Die Dorfkirche Lübnitz ist eine Feldsteinkirche aus dem Anfang des 13. Jahrhunderts. Im Innenraum befindet sich unter anderem eine Patronatsloge aus der ersten Hälfte des 18. Jahrhunderts.[17]
- Der denkmalgeschützte Gutspark Lübnitz befindet sich südlich des Dorfes. Er entstand Ende des 19. Jahrhunderts und umfasst unter anderem einen Teich und eine Grotte.